# Fortsättning Följer
Fortsättning Följer er et kassettebånd af den svenske musiker og komponist Errol Norstedt som var inkluderet i kassetteboksen Legal Bootleg fra 1985. I kassetteboksen var der oplysninger om, hvor og hvornår sangene blev optaget, og hvilken type indspilningsudstyr han brugte.
Fortsättning Följer indeholder optagelser fra 1970 til 1979.
Sangen "Kärleken E' Stor" indgår også på kassettebåndet Mannen Utan Hjärna fra 1976.
Sangen "Landlord Blues" har en musikvideo der er inkluderet i filmen Nya Tider.
"I've Been Waiting For You" har en svensk version kaldet "Jag Har Väntat På Dig" fra 1979 på kassetten Svensktoppsrulle.

## Spor
Side A
1. "Landlord Blues" - 02:34 (Indspillet 1970 i Falköping)
2. "Kärleken E' Stor" - 01:59 (Indspillet 1973 i Falköping)
3. "L. Berghagens Schlagerverkstad" - 04:13 (Indspillet 1976 i Åstorp)
4. "A Wella Well" - 02:46 (Indspillet 1976 i Åstorp)
5. "I've Been Waiting For You" - 03:14 (Indspillet 1976 i Åstorp)
6. "Keep On Loving You" - 03:04 (Indspillet 1976 i Åstorp)
7. "Solen Lyser Även På Mig" - 02:06 (Indspillet 1976 i Åstorp)
8. "I Do Believe In Love" - 03:05 (Indspillet 1976 i Åstorp)

Side B
1. "Don't Go Down To Amsterdam" - 03:17 (Indspillet 1977 i Åstorp)
2. "Oh Pretty Salo" - 03:33 (Indspillet 1977 i Åstorp)
3. "Then Comes The Night" - 03:44 (Indspillet 1977 i Åstorp)
4. "Vals Sentimental" - 02:40 (Indspillet 1977 i Åstorp)
5. "Kom Å Köp" - 02:11 (Indspillet 1979 i Åstorp)
6. "Djäobla Kapptalistschwoin" - 04:05 (Indspillet 1979 i Åstorp)
7. "Sam" - 03:20 (Indspillet 1979 i Åstorp)

### Sangtitler på dansk
- Kärleken E' Stor - Kærligheden Er Stor.
- Solen Lyser Även På Mig - Solen Skinner Også På Mig.
- Kom Å' Köp - Kom Og Køb.
- Djäobla Kapptalistschwoin - Forbandede Kapitalistiske Svin.